# Núria Navarro Hurtado
Núria Navarro Hurtado (Figueres, Alt Empordà, 1973) és una política catalana del Partit dels Socialistes de Catalunya. Des de setembre de 2024 és diputada al Parlament de Catalunya, en substitució de Víctor Puga, quan aquest fou nomenat Secretari de Territori, Urbanisme i Agenda Urbana del Govern.
Es va llicenciar en dret a la Universitat de Girona. Des de 1998 ha exercit com a advocada a Figueres, amb despatx propi. El 2022 es va graduar en criminologia per la UOC. Com a política, ha fet de regidora del grup municipal del PSC a l'Ajuntament de Figueres.
Al Parlament de Catalunya ocupa la secretaria de la Comissió de Recerca i Universitats, així com la vicepresidència de la comissió de polítiques de Joventut.